# Orcuttia pilosa
L'espècie Orcuttia pilosa  o Orcuttia californica pertany a la família de poàciess. És endèmica de l'extrem oriental dels EUA. És una planta d'hàbit graminoide, anual.
L'estat de conservació d'aquesta planta és de risc baix a Califòrnia. Floreix de maig a setembre.